# Foissy-sur-Vanne
Foissy-sur-Vanne es una localidad y comuna francesa situada en la región de Borgoña, departamento de Yonne, en el distrito de Sens y cantón de Villeneuve-l'Archevêque.

## Demografía
| 719 | 598 | 605 | 628 | 736 | 700 | 718 | 753 | 750 | 712 | 717 | 676 | 655 | 645 | 624 | 388 | 362 | 368 | 339 | 315 | 279 | 321 | 284 | 297 | 296 | 270 | 297 | 351 | 346 | 305 | 248 | 249 | 281 |
| Para los censos de 1962 a 1999 la población legal corresponde a la población sin duplicidades (Fuente: INSEE [Consultar]) |     |     |     |     |     |     |     |     |     |     |     |     |     |     |     |     |     |     |     |     |     |     |     |     |     |     |     |     |     |     |     |     |